# Villamartín de Don Sancho
Villamartín de Don Sancho ist ein Ort und eine nordspanische Gemeinde mit 144 Einwohnern (Stand: 2024) in der Provinz León und der Region Kastilien-León. 

## Lage und Klima
Villamartín de Don Sancho liegt etwa 42 Kilometer östlich von León im Nordwesten der Iberischen Meseta in einer Höhe von ca. 900 m. 
Das Klima im Winter ist rau, im Sommer dagegen trocken und warm; der Regen (658 mm/Jahr) fällt überwiegend im Winterhalbjahr.

## Bevölkerungsentwicklung
| Jahr      | 1970 | 1981 | 1991 | 2001 | 2011 | 2021 |
| Einwohner | 430  | 278  | 262  | 197  | 158  | 160  |

Aufgrund der durch die Mechanisierung der Landwirtschaft und der Aufgabe von bäuerlichen Kleinbetrieben ausgelösten Landflucht ist die Bevölkerung des Dorfes seit der Mitte des 19. Jahrhunderts kontinuierlich gewachsen.

## Sehenswürdigkeiten

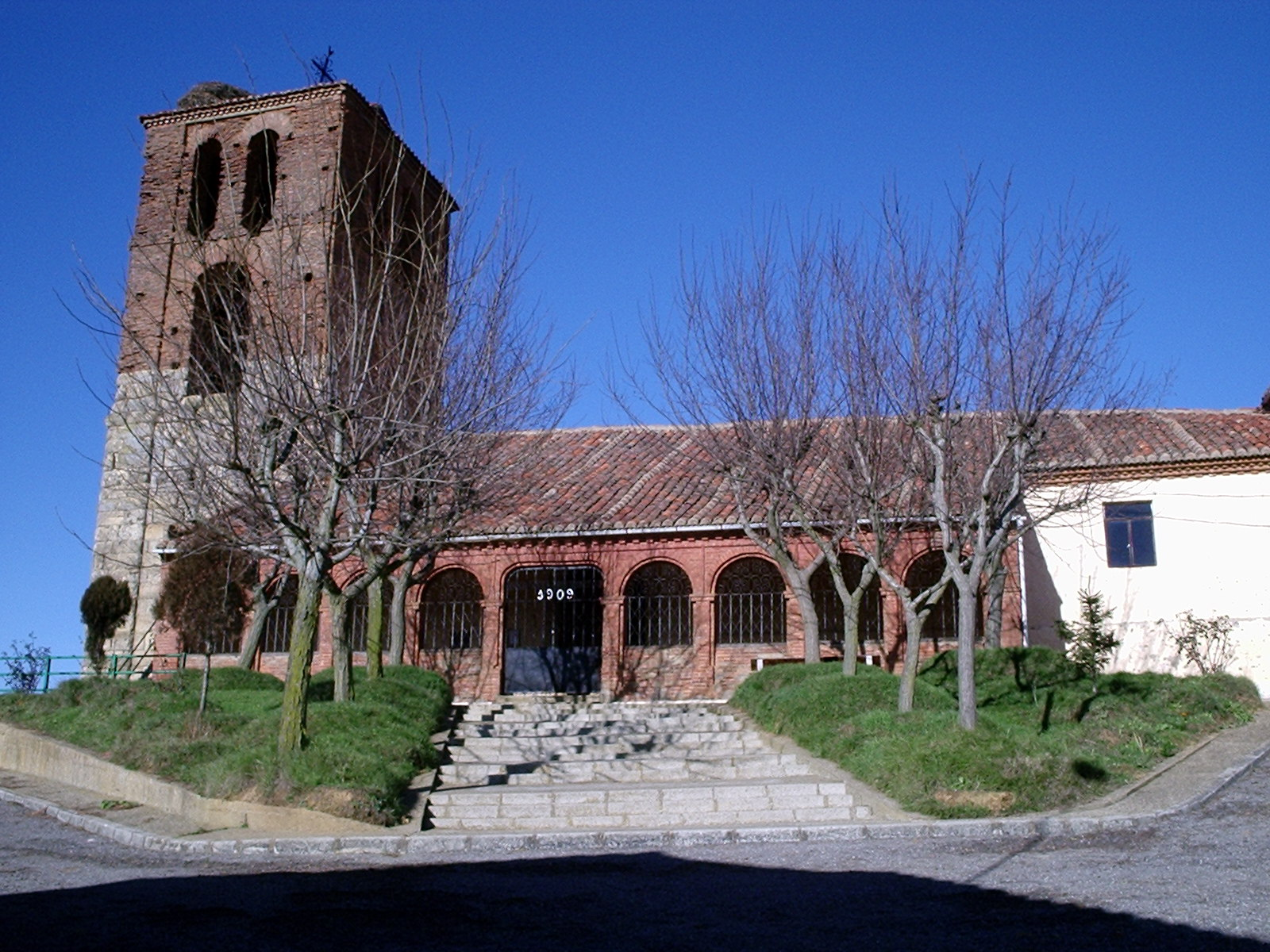
Kirche

- Kirche